# Ribeira do Murrão
A Ribeira do Murrão é um curso de água português localizado na freguesia da Prainha, concelho das São Roque do Pico, ilha do Pico, arquipélago dos Açores.
A Ribeira do Murrão tem origem a uma cota de altitude de cerca de 400 metros numa zona de forte densidade florestal, nas imediações do Cabeço da Cheira. A sua bacia hidrográfica procede à drenagem da área florestal onde se insere e particularmente à elevação do Cabeço do Cheira.
O seu curso de água que desagua no Oceano Atlântico, fá-lo na costa entre a Areia Vermelha e o Calhau da Moisona, frente do Ilhéu Escamirro.